# U-33 (1914)
U-33 (нем. SM U 33 ) — большая подводная лодка Германской империи периода Первой мировой войны.

## История
Лодка была заложена 7 декабря 1912 года на верфи Germaniawerft в Киле (заводской № 193) и спущена на воду 19 мая 1914 года. Включена в состав Кайзермарине 27 сентября 1914 года.
Принимала участия в рейдах против военных кораблей и торговых судов Антанты в Северном, Адриатическом, Средиземном и Чёрном морях.
Подводной лодкой U-33 было потоплено 84 судна общим водоизмещением 194131 брт, повреждено 8 судов общим водоизмещением 36452 брт и захвачен в качестве приза норвежский пароход «Steamer» водоизмещением 453 брт.

### Нападение на госпитальное судно
17 (30) марта 1916 года в водах черноморской бухты Сурмене недалеко от Трапезунда U-33 при хорошей видимости с расстояния 3-5 кабельтовых двумя торпедами атаковала грузопассажирский пароход «Портюгаль», переданный Францией Российской империи и переоборудованный в госпитальное судно для эвакуации раненых. Первая торпеда, задев по касательной нос парохода, застопорившего ход, не причинила вреда. Вторая, выпущенная вслед за ней с более близкого расстояния, попала в середину корпуса между машинным и котельным отделениями. При взрыве торпеды, а затем и паровых котлов, корпус судна разломился надвое и оно затонуло менее чем за две минуты, в результате чего из 273 человек, находившихся на борту парохода, 115 (по другим источникам, 96, включая 15 сестёр милосердия) погибли, остальные были спасены матросами находившегося поблизости черноморского эсминца «Жаркий» (длина 65,8 м, ширина 6,4 м, осадка 2,85 м, скорость полного хода 24 узла) .
Поскольку атака госпитального судна, несшего на борту хорошо различимые знаки Красного Креста, являлась грубым нарушением установленных Женевской конвенцией 1906 года правил ведения военных действий, в соответствии с Гаагской конвенцией 1907 года распространявшихся на войну на море, инцидент получил большой международный резонанс, а командир U-33 Конрад Ганссер был объявлен военным преступником.

### Таран U-33 русским миноносцем
22 марта (4 апреля) 1916 года в районе бухты Сурмене поднятый перископ U-33, готовившейся к атаке с расстояния 4-5 кабельтовых, был замечен экипажем миноносца российского Черноморского флота «Строгий», осуществлявшего сопровождение двух транспортных судов вдоль северо-восточного побережья Турции. Лодка была обстреляна из 75-мм носового орудия, но избежала попаданий и начала срочное погружение. По приказу командира корабля капитана 2 ранга Г. Г. Чухнина миноносец, увеличив ход, настиг и протаранил U-33, повредив рубку и перископ, и только малая осадка миноносца (1,98 метра) не позволила ему уничтожить противника, ушедшего на глубину. После столкновения U-33 пришлось прекратить выполнение боевой задачи и уйти на ремонт в Босфор.
16 января 1919 года подводная лодка была сдана союзникам и отведена в Англию, после чего по условиям Версальского договора в 1919—1920 годах разобрана на металл.

## Командиры
1. капитан-лейтенант Конрад Ганссер (Konrad Gansser) — 27 сентября 1914 — 23 сентября 1916
2. капитан-лейтенант Густав Зисс (Gustav Sieß) — 24 сентября 1916 — 1 апреля 1917
3. капитан-лейтенант Гельмут фон Дёмминг (Hellmuth von Doemming) — 2 апреля 1917 — 30 ноября 1918